# Ganina jama

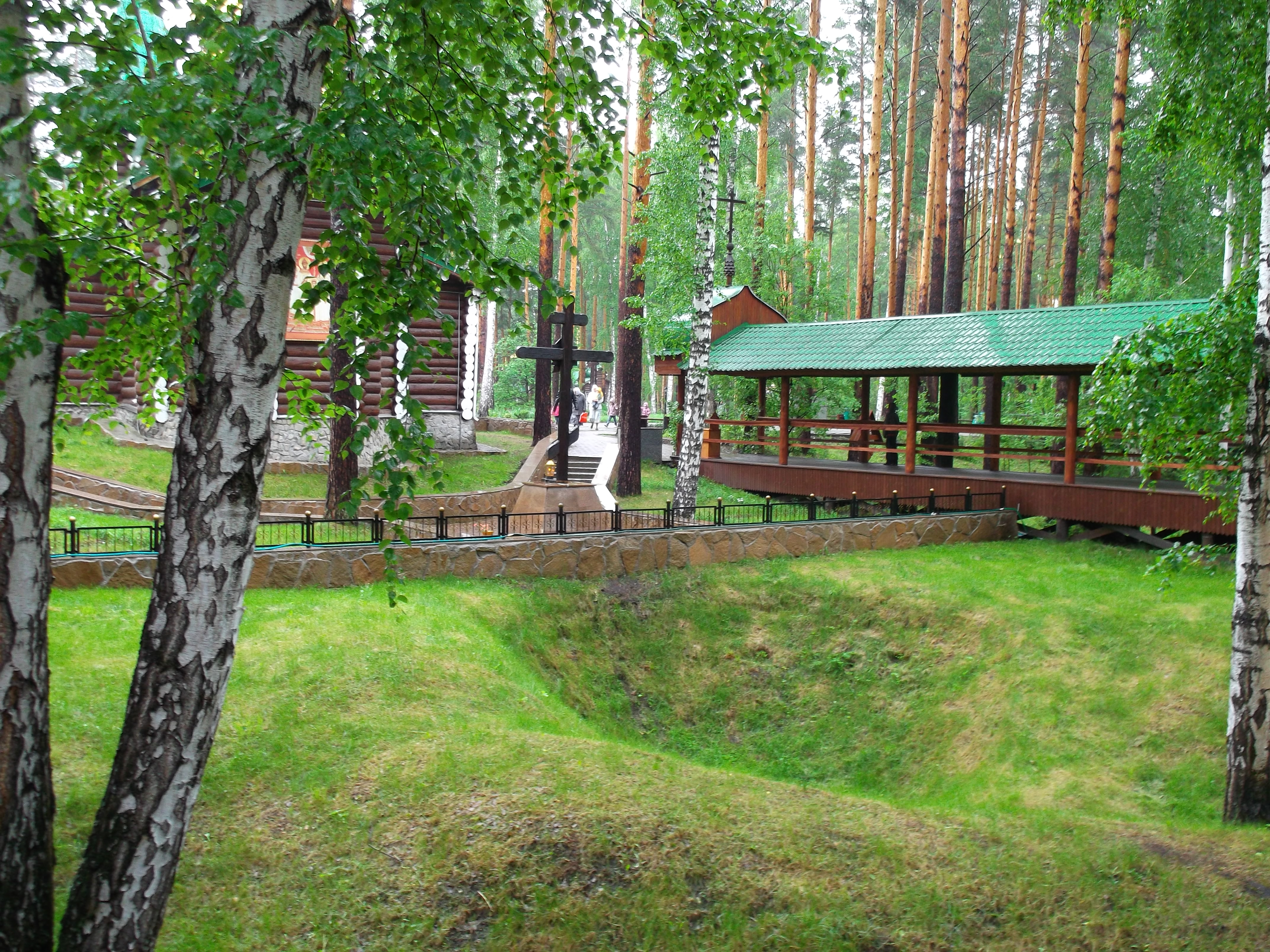
Pozůstatky šachty, do níž měly být vhozeny ostatky carské rodiny

Ganina jama (rusky Ганина Яма) je zažitý název bývalého Isetského dolu nedaleko ruského Jekatěrinburgu. V červenci 1918 zde byla pravděpodobně dočasně uložena těla zavražděné carské rodiny. Okolo dotyčné šachty byl po roce 2000 vystavěn klášter svatých Carských strastotěrpců. Každoročně v den výročí zabití carské rodiny se do místa koná pěší pouť od jekatěrinburského chrámu Všech svatých na krvi.

## Před revolucí
V polovině 19. století zakoupil tento pozemek jistý Gavril, který zde doufal nalézt ložisko zlata. Místní si zvykli jej nazývat domáckou variantou jména Gavril – Gaňa. Odtud získal název i nový důl, Ganina jama, tedy Gaňova jáma. Zlato se zde sice nenašlo, ale ještě na konci 19. století se zde těžila železná ruda a také se zde vyrábělo dřevěné uhlí pro Hornoiseťský závod. Na počátku 20. století byl důl opuštěn, šachty se zavalily a místo začalo zarůstat stromy. Samotná jáma, do které byly vhozeny ostatky carské rodiny, měla rozměry 20×30 metrů, byla zaplněná dešťovou vodou a v okolí se nacházelo dalších asi 30 starých šachet a jiných pozůstatků těžby.

## Události roku 1918
V noci ze 16. na 17. července 1918 byla v Ipaťjevově domě v Jekatěrinburgu zavražděna carská rodina. Jejich těla byla ještě téže noci převezena na Ganinu jamu a svržena do bývalé šachty, která tehdy byla zaplněná ledovou vodou. Celkem se jednalo o 11 těl Mikuláše II., jeho ženy Alexandry Fjodorovny, jejich čtyř dcer, syna Alexeje, rodinného lékaře Jevgenije Botkina, lokaje Aloizije Truppa, kuchaře Ivana Charitonova a služebné Anny Děmidovové. Za těly bylo do šachty vhozeno ještě několik granátů. Později zde sice byly objeveny části oblečení a ostatky psíka velkokněžny Anastázie, avšak těla zavražděných zde dlouho nezůstala. Čekisté se podle pozdějšího svědectví dvou z nich báli, že by zde mohla být objevena, a bělogvardějci by tak získali cenné relikvie, proto ostatky opět vyjmuli a pohřbili necelé tři kilometry daleko u cesty na tzv. Porosenkově louce. Pro jistotu ještě čekisté mrtvoly polili kyselinou sírovou, aby znemožnili jejich případnou identifikaci.
Roku 1919 proběhlo na příkaz admirála Kolčaka na Ganině jamě vyšetřování. Byly ovšem objeveny pouze pozůstatky spáleného oblečení, šperky a kulky, dva kousky lidské kůže a lidský prst. Nalezené kosti se na konci 20. století ukázaly být zvířecího původu.

## Klášter
Ostatky devíti těl objevila nedaleko od Ganiny jamy skupina nadšenců již roku 1979. V roce 1991 byly tyto ostatky vyňaty prokuraturou Sverdlovské oblasti a provedeny četné expertízy, které shodně potvrzovaly jejich totožnost. Ostatky careviče Alexeje a velkokněžny Marie byly objeveny až roku 2007.
Přes mnohočetné důkazy včetně genetických testů ruská pravoslavná církev dodnes (únor 2022) nepřiznala pravost nalezených ostatků. Přiklání se stále k možnosti, že těla byla beze zbytků spálena na Ganině jamě. I proto zde byl roku 2000 založen mužský klášter svatých Carských strastotěrpců, který je navštěvovaným poutním místem. Centrem kláštera je otevřená šachta č. 7, ve které měly být ostatky zlikvidovány, okolo stojí sedm dřevěných chrámů v tradičním ruském stylu.

## Galerie

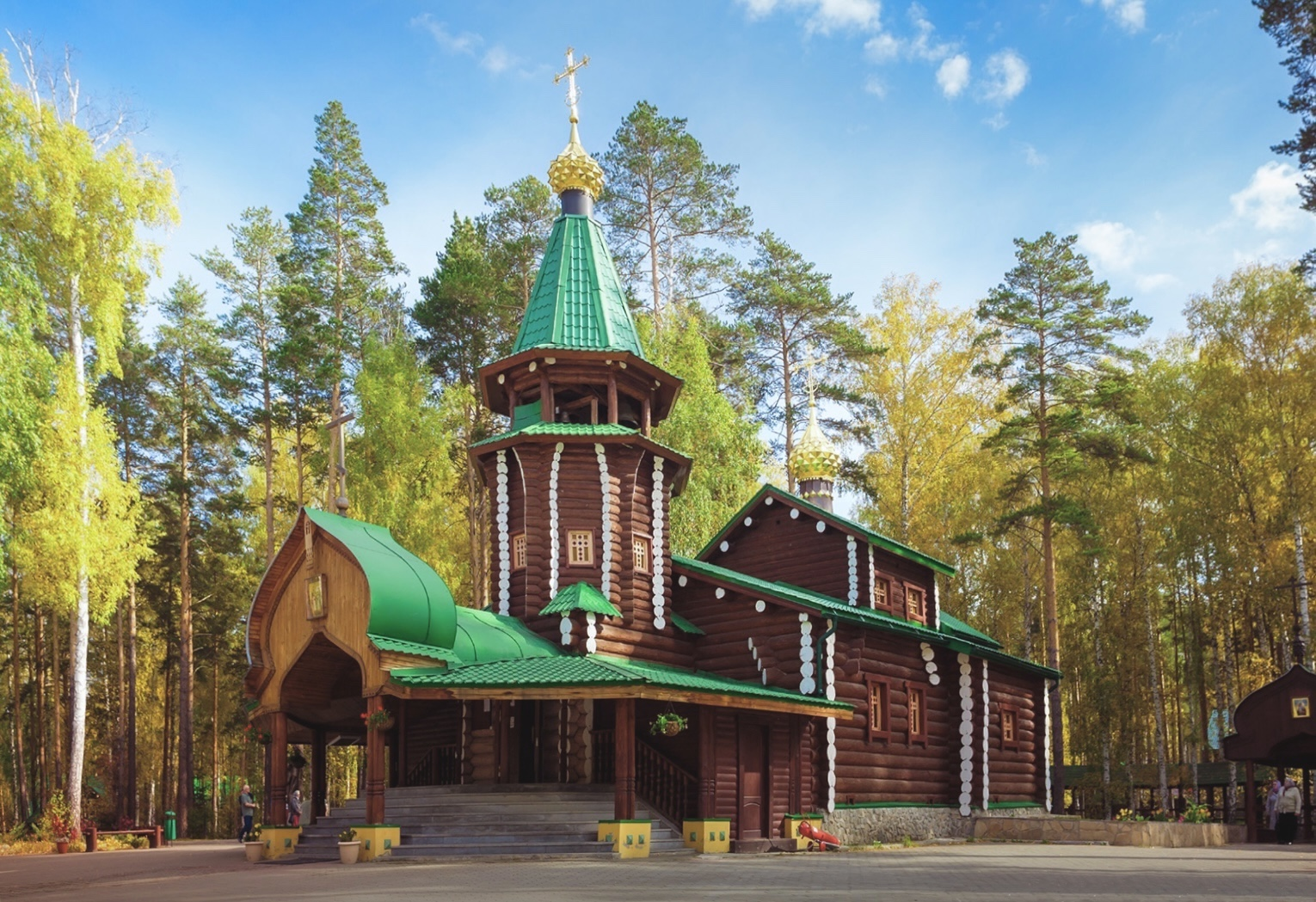
Chrám svatých Carských strastotěrpců
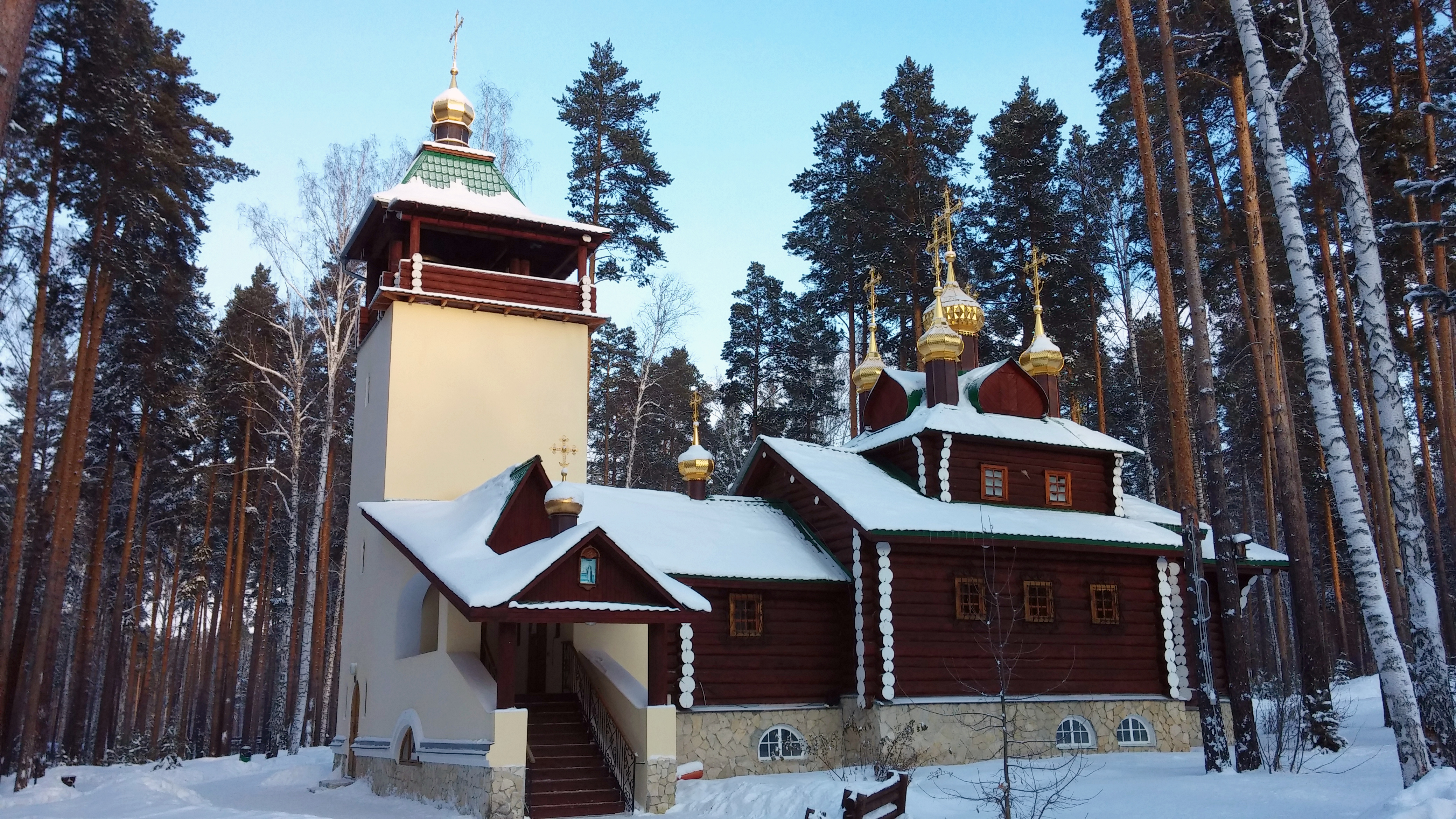
Chrám přepodobného Serafima Sarovského
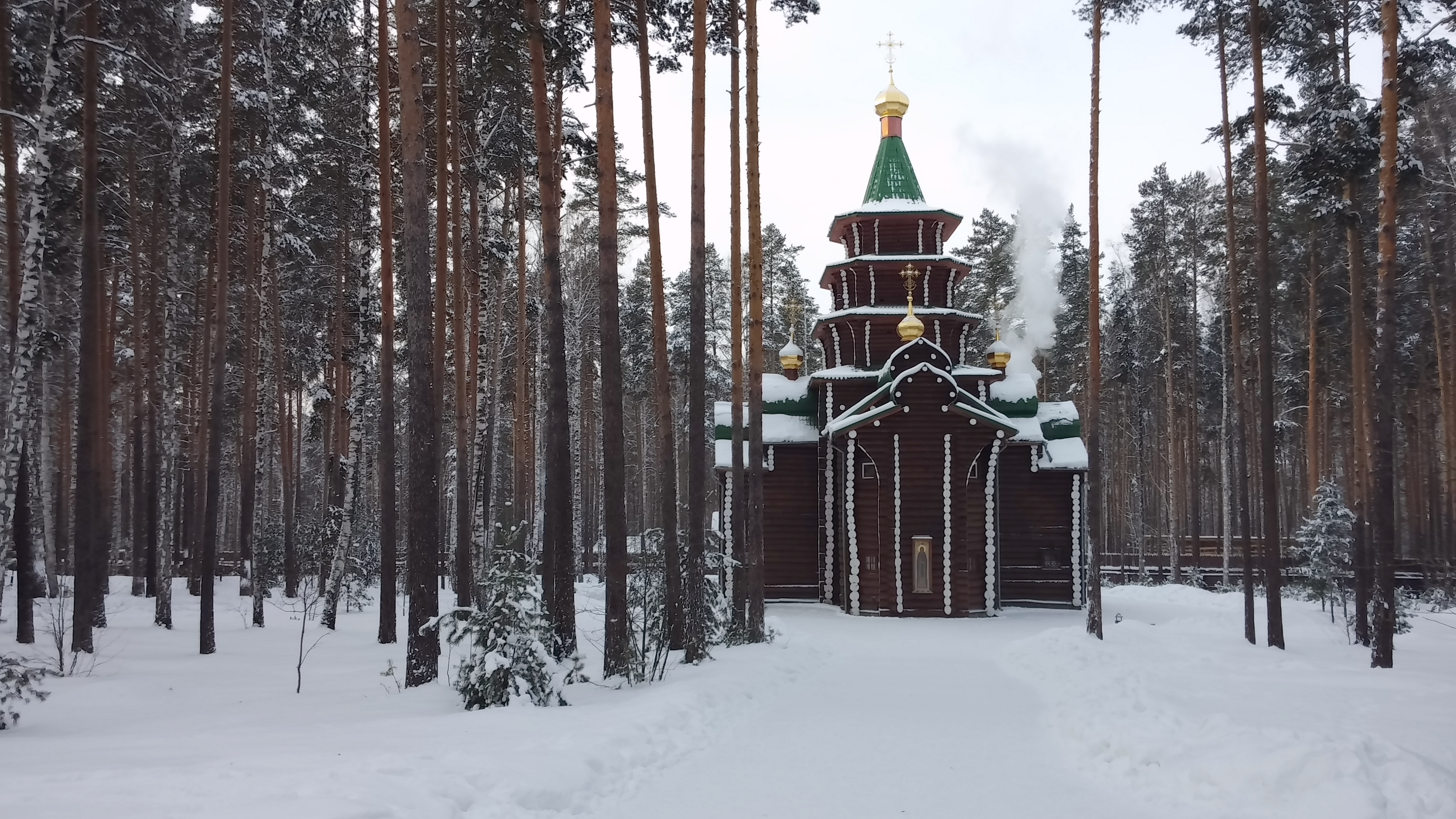
Chrám přepodobného Sergeje Radoněžského
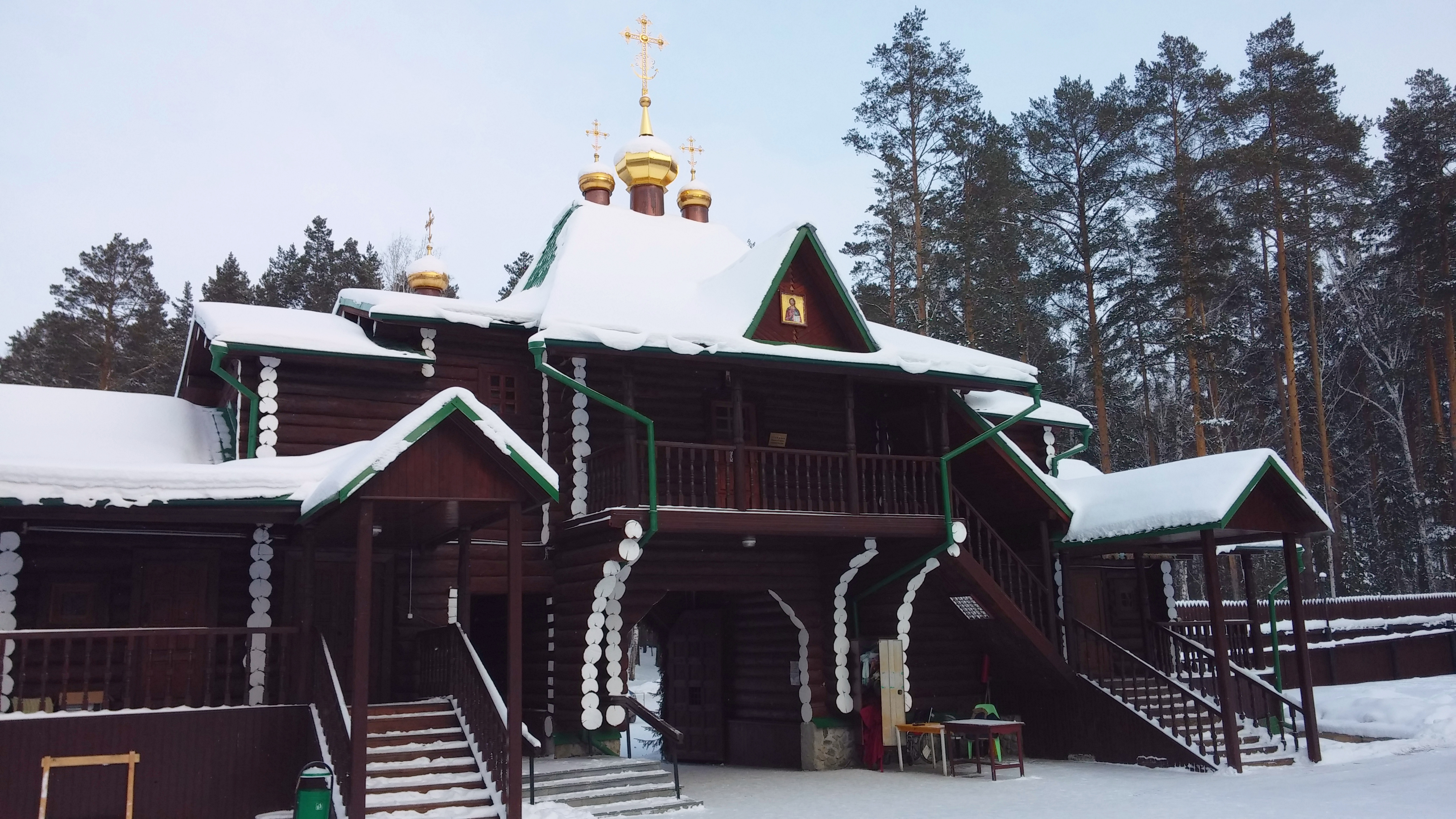
Chrám Iverské ikony Boží matky nad branou
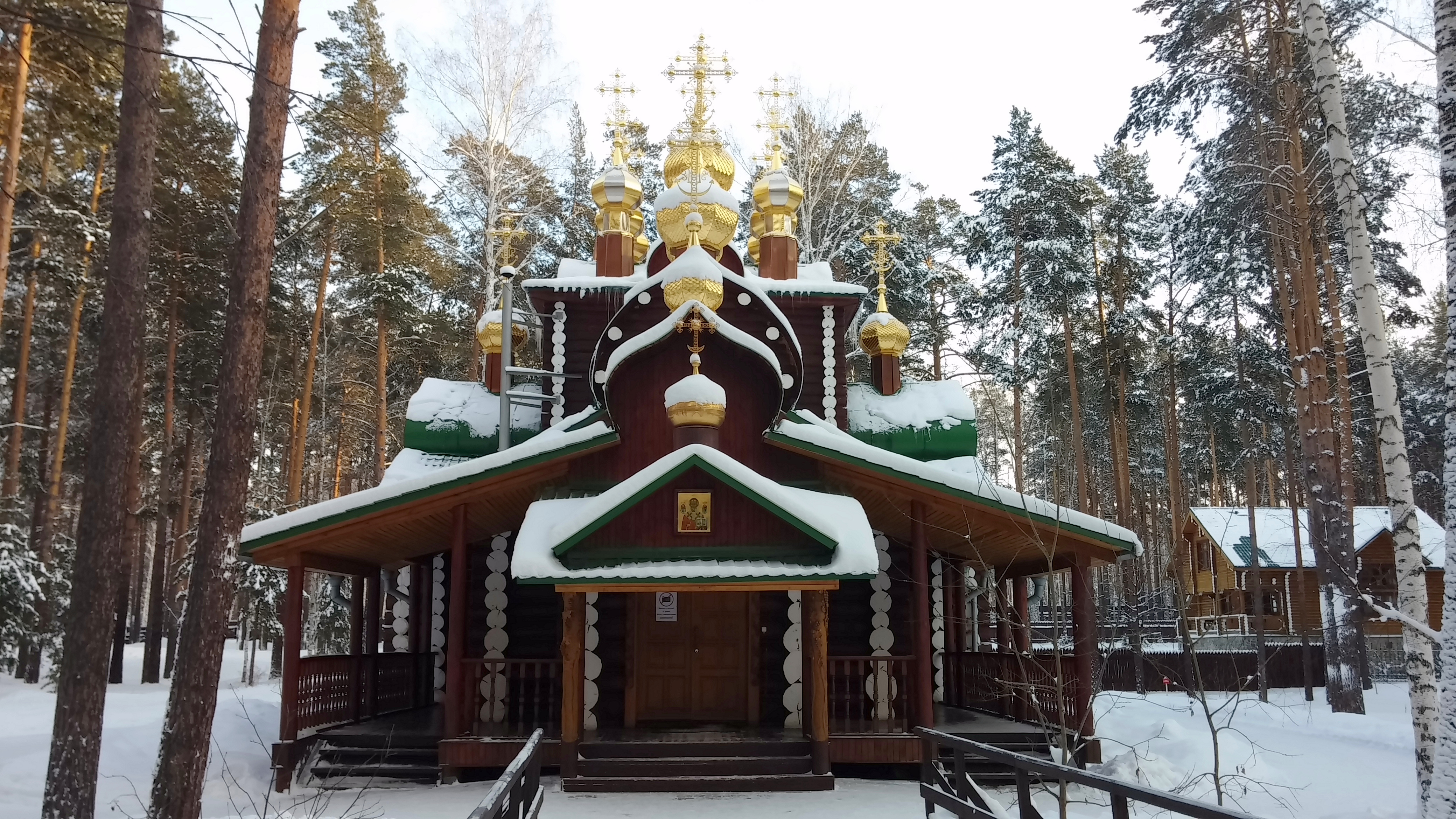
Chrám svatého Mikuláše
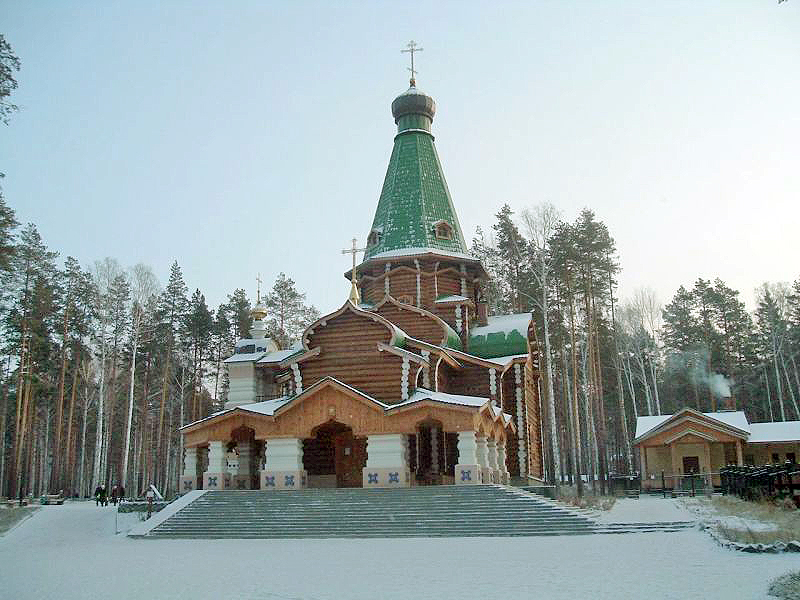
Chrám ikony Boží matky Děržavnaja
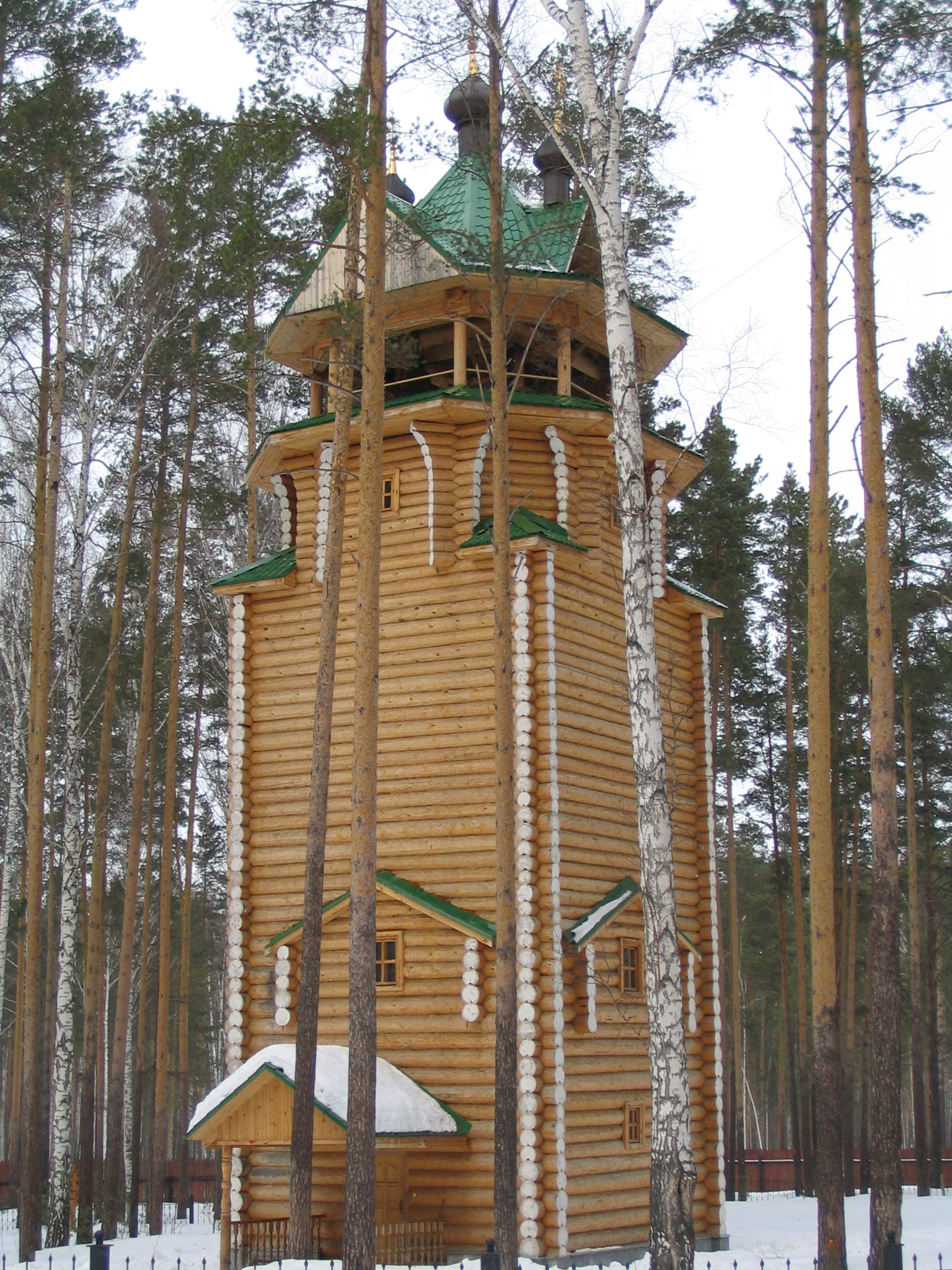
Zvonice
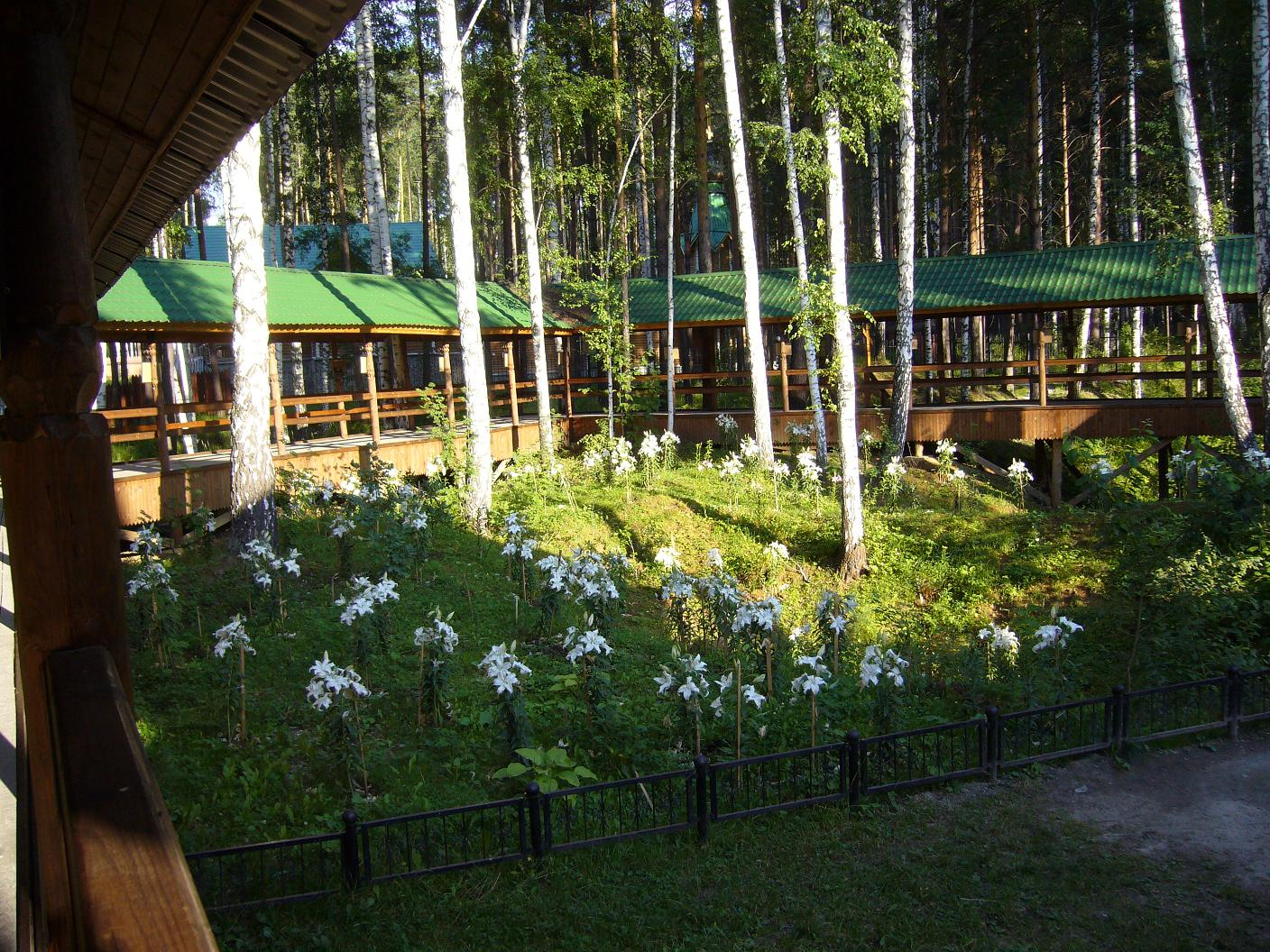
Šachta s krytou cestou
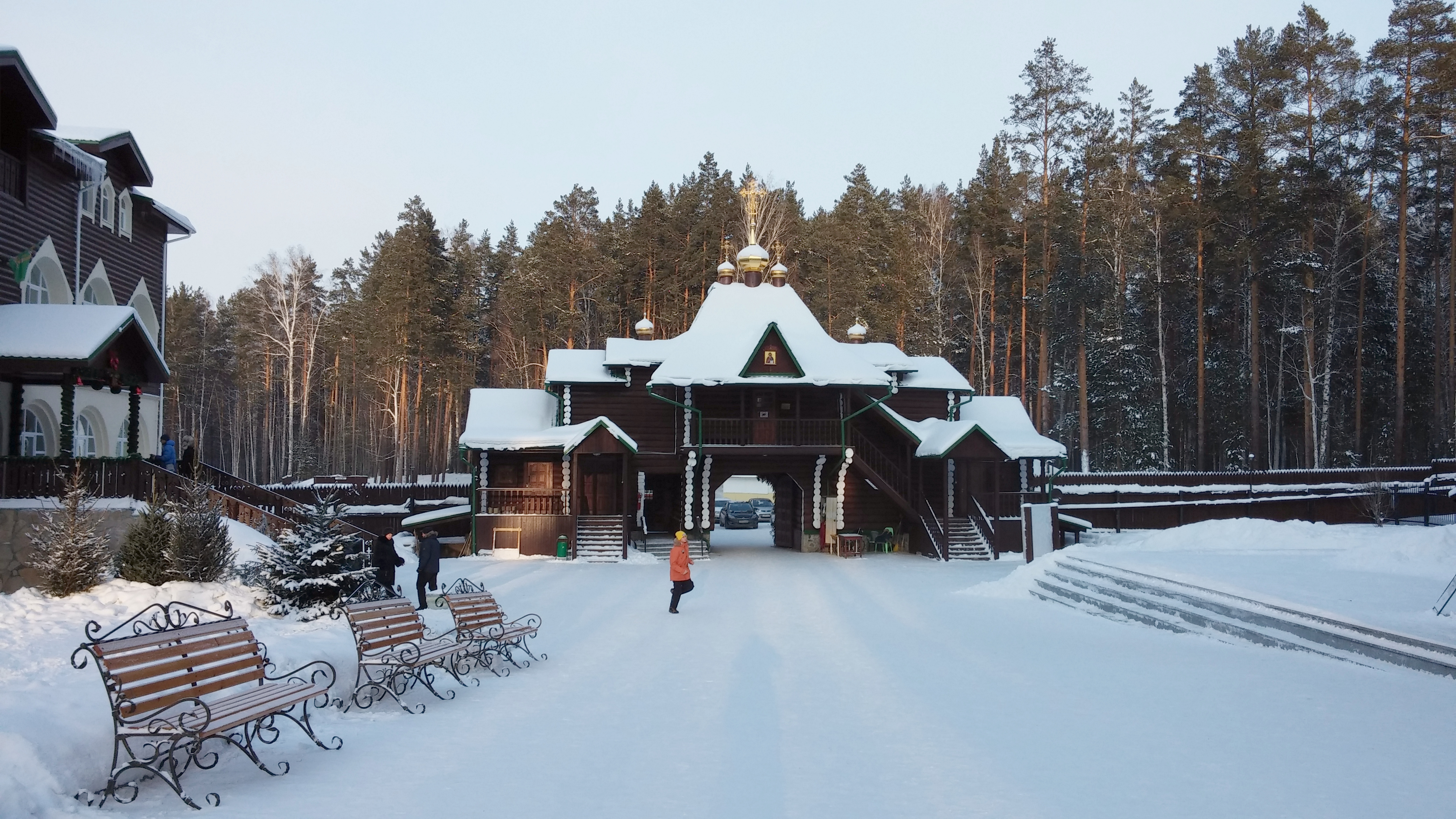
Brána kláštera